# Chelidonura punctata
Chelidonura punctata is een slakkensoort uit de familie van de Aglajidae. De wetenschappelijke naam van de soort werd in 1903 voor het eerst geldig gepubliceerd door Charles Eliot.

## Beschrijving
Deze soort heeft een maximale grootte van 30 mm. De achtergrondkleur is donkerbruin of zwart en het lichaam is bedekt met grote oranje of gele vlekken. De rand van de parapoden is gemarkeerd met een dunne witte lijn. De twee vrij lange "staarten" aan het uiteinde van het dier zijn kenmerkend voor het geslacht Chelidonura, de linker is altijd langer. Chelidonura heeft altijd goed ontwikkelde sensorische trilhaartjes aan de voorste rand van de kop die worden gebruikt om de prooi (platwormen) te vinden.

## Verspreiding
Chelidonura punctata is wijdverbreid door de tropische wateren van de Indische Oceaan, waar het leeft op koraalriffen in ondiep water.